# Michał Szwejlich
Michał Mosze Szwejlich ( en yiddish משה שווייליך ; nacido el 21 de diciembre de 1910 en Vilnius, murió el 27 de diciembre de 1995 en Varsovia ) fue un director, actor de teatro y cine polaco de ascendencia judía.
Estuvo asociado al Teatro Judío de Varsovia, en dónde actuó y dirigió varias obras.
Desde 1955 hasta su muerte fue uno de los principales actores del Teatro Judío de Varsovia. En 1985 fue condecorado con la Cruz de Oficial de la Orden de Polonia Restituta .
Está enterrado en el cementerio judío de la calle Okopowa en Varsovia (sección 2, fila 14).